# Торбек (Гаити)
Торбек (фр. Torbeck, гаит. креол. Tòbèk) — коммуна на юго-западе Гаити, на территории округа Ле-Ке Южного департамента. Второй по величине в округе Ле-Ке. Административно разделен на 4 района.
Расположен на расстоянии около 6 км от г. Ле-Ке и в 160 км к западу от столицы Порт-о-Пренс. На юге омывается Карибским морем.
Население по состоянию на 2015 год составляло 76 083 жителя, из них в городе Торбек — 1918 чел. В сельской местности проживает около 93,79 % населения против 6,2 % в посёлках и городах. Площадь 189,48 км².

## История
Заложен в 1719 году. В прошлом Торбек был одним из самых известных городков в южной части страны. С 1726 года носил название Моро де Сен-Реми. Торбек считался даже более важным населённым пунктом юга Гаити, чем город Ле-Ке. В 1787 году в приходе Торбек насчитывалось 600 белых жителей, 860 вольноотпущенников, 11 000 рабов, здесь функционировали 81 сахарный завод, 28 водяных мельниц, 18 ферм индиго и 100 кофейных полей.
На равнине Торбек в октябре 1802 года вспыхнуло восстание рабов.
Основой экономики Торбека ныне является сельское хозяйство. В низинных районах здесь выращивают кукурузу, рис, просо и черную фасоль. В горах преобладает выращивание картофеля. На побережье преобладает рыболовство.

## Достопримечательности
- Форт де Платон, построенный под руководством генерала Николя Жеффрара.

## Персоналии
- Луи Буазрон-Тоннер (1776—1806) — гаитянский писатель и историк.
- Николя Жеффрар (1761—1806) — гаитянский военачальник, генерал.